# Mexcala angolensis
Mexcala angolensis är en spindelart som beskrevs av Wesolowska 2009. Mexcala angolensis ingår i släktet Mexcala och familjen hoppspindlar. Inga underarter finns listade i Catalogue of Life.